# Романки (Днепропетровская область)
Романки́ (укр. Романки) — село,
Покровский поселковый совет,
Покровский район,
Днепропетровская область,
Украина.
Код КОАТУУ — 1224255111. Население по переписи 2001 года составляло 861 человек .

## Географическое положение
Село Романки находится на правом берегу реки Волчья,
выше по течению на расстоянии в 6 км расположено село Левадное,
ниже по течению на расстоянии в 4 км расположено село Григоровка (Васильковский район).
На расстоянии в 1 км расположено село Водяное.
По селу протекает пересыхающий ручей с запрудой.
Рядом проходит автомобильная дорога Т-0401.

## История
- 1816 — дата основания.

## Экономика
- ООО «Колос».

## Объекты социальной сферы
- Школа І-ІІ ст.
- Детский сад.
- Амбулатория.
- Дом культуры.

## Известные люди
- Задорожный Михаил Алексеевич (1923-1944) — Герой Советского Союза, родился в селе Романки.